# マスターモスキートン'99
『マスターモスキートン'99』（マスターモスキートン・ダブルナイン）は、1997年9月30日から1998年3月31日までテレビ東京系列において放送された、あかほりさとる、ねぎしひろし原作のテレビアニメ。全26話。OVA作品『マスターモスキートン』のリメイク版。

## ストーリー
祖母からつたわる魔導書をヒントになぞめく秘宝“Oパーツ”をさがす女子高生イナホ・ヒトメボレは、普段は教師に身をやつす吸血鬼アルカード・フォン・モスキートンを“血の契約”によってしたがえていた。おなじ目的をもつ異形の者が続々お宝争奪戦に加わるなか、イナホはモスキートンや彼の使い魔をあごで使いつつ、学園生活と平行して世界各地をかけまわる。

## 登場人物
アルカード・フォン・モスキートン
声 - 子安武人
本作の主人公で、イナホと“血の契約”をむすぶ不滅のバンパイア。一人称は「オレ」。吸血鬼ではあるが、十字架は効かず日光もある程度は平気で鏡にも映る。唯一の弱点は木の杭で、杭で胸を打たれると灰になる。その場合、復活するには“血の契約”が必要となる。使い魔にホノオとユキがいる。
“Oパーツ”の鍵がイナホのかよう学園上空にあらわれたとき、棺と共に現れた。イナホの祖母がのこした魔道書には“ヒトメボレ家と契約をむすぶ不滅の吸血鬼M”と記されている。数百年前、サンジェルマン伯爵に襲われて負傷したところを、イナホの先祖でありイナホと顔が瓜二つのカミル・イナホ・カミーラに助けられ、恋仲になっていた。恋人の死後に忘れられた谷でホノオとユキに出会い、事件解決後に彼らがお供になった。
すらっとした長身に黒いマントを身にまとう。銀髪で三白眼。武器は腹にまいてある鞭。鞭は魔力が宿っているのか水中でも使える他、槍や剣に変形し、マントは翼になる。性格は温厚でいつもイナホに振り回されているが、本人はそれを嫌とは思っていない様子。
ヒトメボレ家の人間の血には特別な力があり、イナホの血を吸うことによりと目が真っ赤になり、イナホとの記憶を失って吸血鬼の本能がよびもどされる。絶大な力を手にいれる代償に、その引き金となった命の源を求め続ける。これはヒトメボレ家と吸血鬼モスキートンの運命である。
普段はイナホの通う学園で世界史の教師をしている。吸血鬼だが、所帯じみていたり、餃子やにんにくラーメンを食べたりする。彼に血を吸われた女性は自身にメロメロになってしまうが、自身は美女から吸血することを好むためイナホの嫉妬の原因になる。魔界では偏差値が低い方だったと言う。
イナホ・ヒトメボレ
声 - 今井由香
本作のヒロインで、モスキートンと“血の契約”を結ぶ。一人称は「あたし」。モスキートンのことを“モーちゃん”と呼ぶ。肩にはつかない程度の長さの赤い髪をしており、左耳には十字架のピアスをしている。性格は明るくはつらつとしているが、自己中心的で野心的でもある。家は豪邸で大金持ちだが、次回予告のシメの台詞「命でお金は買えないのよ！」が象徴するように金の亡者。OVA版とは若干性格が異なる。
祖母が残した魔道書の情報を元に、モスキートン達と共に“Oパーツ”探しをする。大いなる力と輝ける黄金を手に入れると言われる“Oパーツ”をさがすため、“Oパーツ”の力で学園の庭に突如出現した魔方陣を通じ、異世界におもむく。
普段は女子高に通っており、容姿端麗、頭脳明晰、品行方正と三拍子がそろう学園主席。おまけに生徒会長、寄宿舎の舎監、学園の副理事長を務める。生徒たちからは街道の花、天然の美貌とうたわれる憧れの的。
モスキートンとカミルが恋仲にあったことを知り、ヤキモチをやくなど、モスキートンのことが好きな様子。
ホノオ
声 - うえだゆうじ
モスキートンの復活と同じくして現れる。一人称は「おれ」。
魔物と人間のハーフでモスキートンの使い魔。炎をあやつる。額にあるビンディーが特徴。帽子を被っていて、服や髪の色は赤や黄を基調とする。普段は幼い少年の姿だが（外見上の年齢は10歳程度）、戦闘時には20歳前後の男性に変身する。
モスキートン、ユキと共にアパートで暮らしており、モスキートンのことを“ダンナ”や“モスのダンナ”と呼ぶ。主人であるモスキートンには忠実であるが、主人の主人であるイナホにはしぶしぶしたがっている様子。
モスキートンがガスコンロの火をつけた際、そこから炎となって現れる。
ユキ
声 - 根谷美智子
モスキートンの復活と同じくして現れる。一人称は「あたし」。
魔物と人間のハーフでモスキートンの使い魔。雪や氷をあやつる。左右にある涙黒子が特徴で、髪型はツーサイドアップ。バッグを携帯しており、服や髪の色は青や水色を基調とする。普段は幼い少女の姿だが（外見上の年齢は10歳程度）、戦闘時には20歳前後の女性に変身する。
モスキートン、ホノオと共にアパートで暮らしており、冷蔵庫が部屋のようで、そこでよくアイスクリームを食べている。主人であるモスキートンには忠実であるが、呼び捨てにする。主人の主人であるイナホにはしぶしぶしたがっている様子。
ウルフレディ
声 - 田中敦子
紫の長髪が特徴で、グラマーな魔族の女性。一人称は「あたし」。当初はモスキートンと対立していたが和解。その後はイナホの通う学園で大神（おおがみ）先生として体育の教師をしている。虫が苦手。人間の男性に触れられるとオオカミに変貌してしまう体質であるため、Oパーツを手に入れて人間に転生することを渇望しており、モスキートンには利害が一致するが故に同行するものの、時には抜け駆けを行い対立する。過去に恋人関係にあった人間の男性のライアンを死に追いやった事で自責の念に捕らわれていたが、ライアンの醜悪な本性を知った事で過去に決着をつけた。
フランキー・ネッガー
声 - 銀河万丈
Dr.ジェリーによって開発されたアートモンスター。ウルフレディに一途な想いを抱き、同行する。普段はイナホの通う学園で生物学の教師をしている。怪力の持ち主で、外見はターミネーターに似ている。悪食で、蛭も平気で捕食する。一人称は「ぼく」。
サンジェルマン伯爵
声 - 矢尾一樹
モスキートンとは大昔から敵対関係にあった魔族で、本作の最大の黒幕。冷酷かつ野心的な性格で、Oパーツを手に入れ人間界を支配することを目論む。最後、イナホの心の隙間に付け込んでモスキートンとの最終決戦を試みるが、返り討ちに遭う。
カミル・イナホ・カミーラ
声 - 鶴ひろみ
ダークグリーンの長髪が特徴の魔族の女性。サンジェルマンの秘書的存在。
OVAとは異なりモスキートンとは無関係。
アキタ・コマチ
声 - 南央美
イナホの同族の少女。髪型は青のポニーテール。出生が5分遅かったためイナホ・ヒトメボレの名を襲名出来なかったが、その後も何度かイナホと跡継ぎ争いを繰り広げる。仮面を被って登場することが多い。
最終決戦にも参加し、モスキートン側の赤いドラゴンが変化した鎧で武装する。
爺や
声 - 佐藤正治
イナホに仕える執事。最終決戦でヒトメボレ家が崩壊するが、難を逃れる。その後はアパート暮らしをしている模様で、中華料理屋のアルバイトをして生計を立てている。
アイちゃん
声 - 本井えみ
イナホがイースター島で出会い、可愛さのあまり連れてこられたマスコット。モアイの姿をしていたが、本来の姿はコアラに似る。モスキートンたちとも仲がいい。
火炎魔
声 - 渡部猛
魔界の魔族。モスキートン死亡時、彼の恋人であったイナホの先祖の懇願でイナホ一族に魔界への賠償金と保釈金を支払う義務と引き換えにモスキートンを蘇生させる。その後、最終決戦ではサンジェルマンの野望を食い止めるために魔界の魔族を動員する。
天之川キララ
声 - 田野恵
モスキートンが苦手とする太り気味の女生徒。第十夜で呪いの仮面に意識を乗っ取られたことがある。
恵理
声 - 吉田愛理
みく
声 - 宮城満希子
麻美
声 - 永吉由佳
千里
声 - 木村亜希子

## スタッフ
- 原案 - あかほりさとる、ねぎしひろし、RADIX
- 総監督 - ねぎしひろし
- チーフディレクター - 岡嶋国敏
- シリーズ構成 - 植竹須美男
- キャラクター原案 - 岸田隆宏、沢田翔
- キャラクターデザイン - 黒田和也
- 美術監督 - 岡田有章
- 色彩指定 - 友野亜紀子、川崎アイ子
- 撮影監督 - 池上元秋
- 音響監督 - 三間雅文
- 音楽 - 手塚理
- 音楽プロデューサー - 植村俊一
- プロデューサー - 宮澤正徹、山崎敦、植田基樹
- 制作プロデューサー - 康村諒
- アニメーション制作 - RADIX
- 製作 - テレビ東京、創通エージェンシー、RADIX

## 主題歌
前期オープニングテーマ「The Power of Love」
作詞・作曲・編曲・歌 - Cyber Nation Network
後期オープニングテーマ「GOOD VIBRATION」
作詞・作曲・編曲・歌 - Cyber Nation Network
エンディングテーマ「地図にない未来」
作詞 - 及川眠子 / 作曲 - TA,COOL / 編曲 - 京田誠一 / 歌 - 今井由香
最終夜挿入歌「Oh My God!」
作詞 - Professor H、Sister MAYO / 作曲・編曲 - Professor H / 歌 - Sister MAYO with Professor H

## 各話リスト
| 話数       | サブタイトル                     | 脚本       | 絵コンテ | 演出           | 作画監督                    | 放送日         |
| ---------- | -------------------------------- | ---------- | -------- | -------------- | --------------------------- | -------------- |
| 第一夜     | ジョシコーセーとバンパイア       | 植竹須美男 | 岡嶋国敏 | 岡嶋国敏       | 高田詩乃                    | 1997年 9月30日 |
| 第二夜     | まほーじんとOパーツ              | 植竹須美男 | 大船航   | 岡嶋国敏       | 田中誠輝                    | 10月7日        |
| 第三夜     | 月の砂漠とオオカミ女             | 荒木憲一   | 近藤信宏 | 小野勝巳       | 高瀬言                      | 10月14日       |
| 第四夜     | セクシーアイドルと人造人間       | 柳川茂     | 大関雅幸 | 中村達也       | 玉川達文 落合正宗           | 10月21日       |
| 第五夜     | もあもあモアイとオロオロイナホ   | 山田靖智   | 古川順康 | 山崎茂         | 柳瀬雄之                    | 10月28日       |
| 第六夜     | キケンなふたりと謎ナゾなぞ       | 植竹須美男 | 小野勝巳 | 小野勝巳       | 金子匡邦                    | 11月4日        |
| 第七夜     | キッスと裏切りのジャングル       | 荒木憲一   | 上村修   | 高山秀樹       | しんぼたくろう              | 11月11日       |
| 第八夜     | ガラクタおもちゃと禁じられた遊び | 山田靖智   | 古川順康 | やすむらりょう | 高瀬言                      | 11月18日       |
| 第九夜     | ナマハゲ娘とヤキソバ屋台         | 柳川茂     | 牧野行洋 | 岡嶋国敏       | 高田詩乃                    | 11月25日       |
| 第十夜     | しゅーがく旅行とナスカの女王     | 佐藤勝一   | 大関雅幸 | 山崎茂         | しんぼたくろう              | 12月2日        |
| 第十一夜   | サバクの都市（まち）とおーじさま | 植竹須美男 | 牧野行洋 | 名古屋洋       | 宇津木勇                    | 12月9日        |
| 第十二夜   | ヤキモチと東京最後の日           | 荒木憲一   | 上村修   | 小野勝巳       | 柳瀬雄之                    | 12月16日       |
| 第十三夜   | 大暴走とメリークリスマス         | 山田靖智   | 古川順康 | 山田徹         | いた倉かず弘                | 12月23日       |
| 第十四夜   | 眠れるオトコと眠れぬオンナ       | 植竹須美男 | 岡嶋国敏 | 吉岡仙朋       | 下坂英男                    | 1998年 1月6日  |
| 第十五夜   | よーせーギブスと転校生           | 野中幸人   | 大関雅幸 | 山崎茂         | 金子匡邦                    | 1月13日        |
| 第十六夜   | ぎゃくしゅーコマチとオークション | 瀧晃一     | 高山秀樹 | 高山秀樹       | しんぼたくろう いた倉かず弘 | 1月20日        |
| 第十七夜   | またまたコマチと弥生じだい       | 柳川茂     | 大関雅幸 | 小野勝巳       | 高瀬言                      | 1月27日        |
| 第十八夜   | チョコレートと禁断の聖地         | 荒木憲一   | 牧野行洋 | 名古屋洋       | 落合正宗                    | 2月3日         |
| 第十九夜   | カラクリじいさんとガラクタのやま | 山田靖智   | 古川順康 | 山崎茂         | しんぼたくろう 米山浩平     | 2月10日        |
| 第二十夜   | セールスウーマンとOパーツ        | 柳川茂     | 菊池一仁 | 菊池一仁       | 波風立流                    | 2月17日        |
| 第二十一夜 | 時越える者とハラホロヒレハレ     | 植竹須美男 | 菊池一仁 | 小野勝巳       | 金子匡邦                    | 2月24日        |
| 第二十二夜 | 愛の悲劇と怒りの奇蹟             | 山田靖智   | 開木菜織 | 高山秀樹       | 高瀬言                      | 3月3日         |
| 第二十三夜 | 昔のモスと使い魔ふたり           | 柳川茂     | 上村修   | 吉岡仙朋       | 高橋成世                    | 3月10日        |
| 第二十四夜 | 悪魔のワナとさよならイナホ       | 荒木憲一   | 山崎茂   | 山崎茂         | 落合正宗                    | 3月17日        |
| 第二十五夜 | 暴走イナホと黄金のブタ           | 植竹須美男 | 菊池一仁 | 菊池一仁       | 水口桂                      | 3月24日        |
| 最終夜     | バンパイアとジョシコーセー       | 植竹須美男 | 岡嶋国敏 | 岡嶋国敏       | 渡辺英樹                    | 3月31日        |

## 放送局
| 放送期間（または、放送体制）  | 放送時間           | 放送局         | 対象地域       | 備考            |
| ----------------------------- | ------------------ | -------------- | -------------- | --------------- |
| 1997年9月30日 - 1998年3月31日 | 火曜 18:00 - 18:30 | テレビ東京     | 関東広域圏     | 製作局          |
|                               |                    | テレビ北海道   | 北海道         |                 |
|                               |                    | テレビ愛知     | 愛知県         |                 |
|                               |                    | テレビ大阪     | 大阪府         |                 |
|                               |                    | テレビせとうち | 岡山県・香川県 |                 |
|                               |                    | TXN九州        | 福岡県         | 現・TVQ九州放送 |
| 遅れネット                    | 火曜 17:00 - 17:30 | テレビ信州     | 長野県         | 日本テレビ系列  |
|                               | 金曜 5:25 - 5:55   | テレビ新広島   | 広島県         | フジテレビ系列  |